# Erperheide
Erperheide is een bungalowpark dat eigendom is van Center Parcs Europe . Het is gelegen in de Belgische gemeente Peer, in de provincie Limburg. Het park ligt vlak naast het dorp Erpekom. In 2010 was Erperheide goed voor 700.000 overnachtingen.

## Geschiedenis
Erperheide werd geopend op 23 juni 1981, en was daarmee het eerste park van Center Parcs buiten Nederland en eveneens het eerste in België.
In 2015 kreeg het park de "TripAdvisor Travellers’ Choice 2015 Award". Een jaar later werd Erperheide door de site TripAdvisor verkozen tot een van de beste familiehotels van Europa. Het park eindigde op de 20e plaats.
In 2019 werd aangekondigd dat er 29 miljoen euro in het park geïnvesteerd zou worden. De cottages, hotelkamers en de Aqua Mundo zouden hierbij onder handen genomen worden.

## Faciliteiten
Het park beschikt over 616 bungalows.
De huidige wildwaterbaan (in het zwembadcomplex Aqua Mundo) werd gebouwd nadat de voorganger in 1990 door brand werd verwoest. Slechts enkele onderdelen van de oude attractie konden gehandhaafd blijven.